# Julius Friedrich Lehmann
Julius Friedrich Lehmann (* 28. November 1864 in Zürich; † 24. März 1935 in München) war ein deutscher Verleger und Gründer von J. F. Lehmanns Verlag, der medizinische, völkische und rassistische Literatur veröffentlichte. Um die Jahrhundertwende hat Lehmann erheblich dazu beigetragen, dass München zu einem frühen Zentrum des Antisemitismus in Deutschland wurde. In der Weimarer Republik war Lehmann ein früher Förderer der Nationalsozialistischen Deutschen Arbeiterpartei (NSDAP), deren Mitglied er später wurde.

## Deutsches Kaiserreich

### Herkunft und Ausbildung
Julius Friedrich Lehmann wurde als viertes Kind und Sohn des Arztes Friedrich Lehmann (1825–1905) aus Frankenthal (Pfalz) und dessen Ehefrau Friederike Lehmann (1835–1911), geborene Spatz, aus Speyer geboren. Der Vater musste 1848 als Revolutionsteilnehmer die Pfalz und somit Deutschland verlassen und in Zürich studieren. Der Sohn besuchte die Beust’sche Privatschule sowie das Gymnasium in Zürich.
Nach der Schule begann er eine Lehre als Buchhändler bei Orell Füssli in Zürich. Anschließend ging er nach Brüssel, um als Gehilfe bei Kießling & Co. zu arbeiten. In Frauenfeld war er bei J. Huber beschäftigt, ab 1889 im Verlag E. A. Seemann in Leipzig.
Seine Brüder waren der Arzt und Hygieniker Karl Bernhard Lehmann (1858–1940) und der Maler Wilhelm Ludwig Lehmann. Sein Großvater Carl Lehmann war Bürgermeister in Frankenthal.

### Familie
Er heiratete 1892 in Leipzig Melanie Petersen (1865–1953), eine Tochter des Reichsgerichtsrats Julius Petersen (1835–1909). Das Paar hatte einen Sohn, der im Ersten Weltkrieg fiel, und fünf Töchter, darunter:
- Mathilde ⚭ Friedrich Weber (1892–1955), Dr. med. vet., Freikorpsführer
- Irmgard ⚭ Hans Zeiß (1895–1944), Professor für Vor- und Frühgeschichte
- Frieda ⚭ Otto Spatz (1900–1989), deutscher Buchhändler, Verleger und Schriftsteller

### Errichtung des Verlages

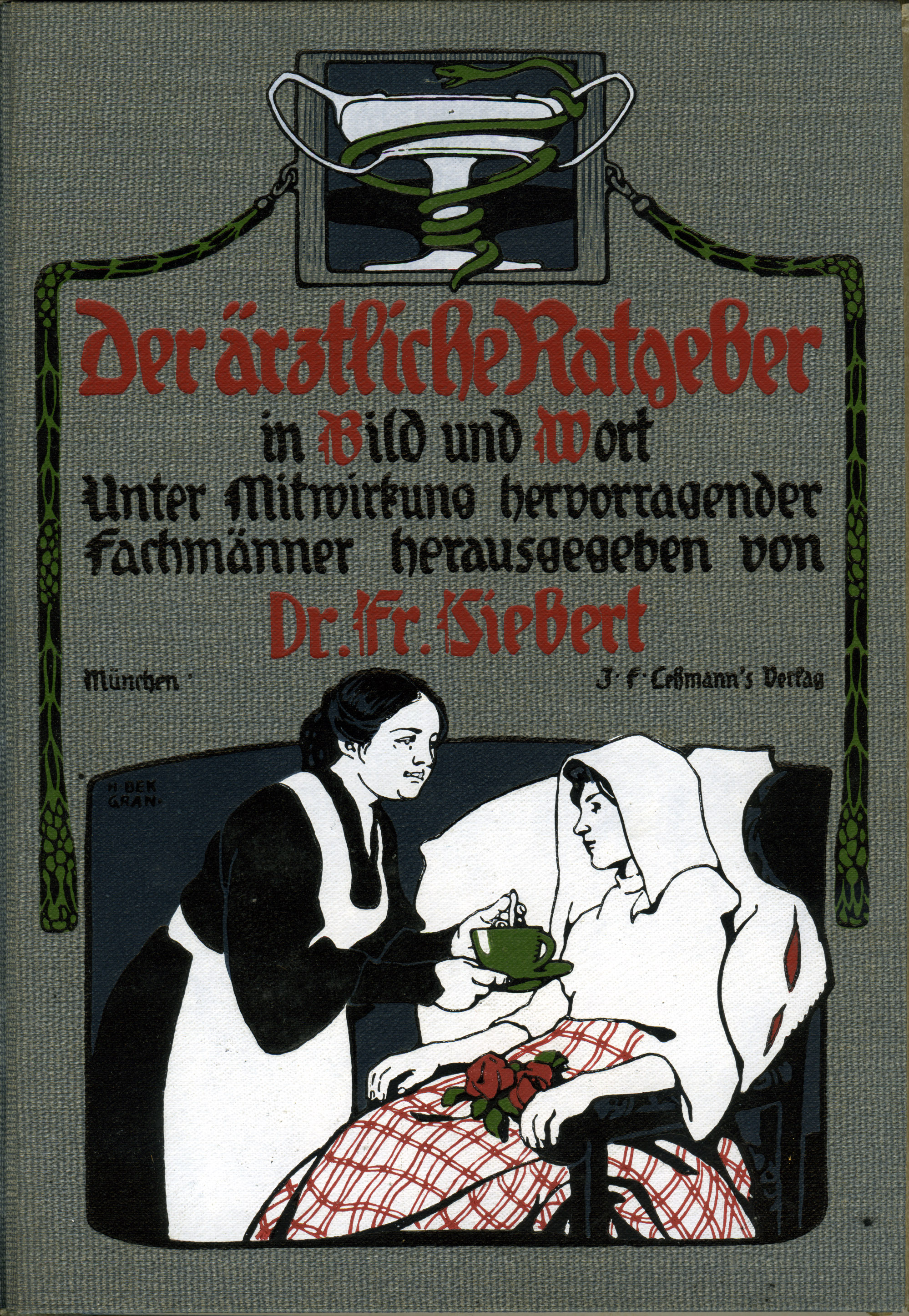
Titelillustration des Buches Der ärztliche Ratgeber in Wort und Bild, unter Mitwirkung hervorragender Fachmänner. Hrsg.: Dr. Fr. Siebert, J. F. Lehmanns Verlag, München, ca. 1910

Im Jahre 1900 verließ Lehmann die Schweiz und ergriff die Gelegenheit, den Verlag der Zeitschrift Münchener Medizinische Wochenschrift (MMW), für die er laut Georg Benno Gruber bereits 1890 tätig war, in der Schillerstraße 51 zu kaufen, wozu ihn sein Vetter Bernhard Spatz, der 1886 die MMW begründet hatte, ermutigt hatte. Spatz hatte dort bereits 1885 als Schriftleiter gearbeitet. Die zum Verlag gehörende medizinische Buchhandlung wurde 1896 bereits an seinen Cousin Max Staedke übergeben. Durch geeignete Veränderungen des Geschäftsprojektes des Verlages wurden bald medizinische Fachbücher und Atlanten herausgebracht, die auf große Resonanz stießen.
Nach dem Aufkauf des Verlages entwickelte sich das Blatt innerhalb kürzester Zeit zur auflagenstärksten medizinischen Wochenzeitung in Deutschland. Ein erheblicher Teil der Publikationen, die in diesem Verlag in den folgenden Jahren verlegt wurden, trugen mit zur Herausbildung der NS-Ideologien bei, so beispielsweise auch die Idee der Zwangssterilisation von Menschen, die als „minderwertig“ klassifiziert wurden.

### Völkische Bewegung
Lehmann gehörte dem rechtsnationalen Spektrum der bürgerlichen Gruppe in München an und organisierte sich in der völkischen Bewegung. Im Alldeutschen Verband (ADV) war er im geschäftsführenden Ausschuss seit 1893 tätig, in seinem Verlag erschien unter anderem die vom ADV herausgegebene Schriftenreihe Der Kampf um das Deutschtum. Er gehörte der Thule-Gesellschaft an, war Mitglied im Deutschen Schulverein von Wilhelm Rohmeder und unterstützte den Deutschen Flottenverein. Im März 1905 erwarb eine von Lehmann initiierte Münchner Aktiengesellschaft das im Trentino gelegene Castel Pergine, um die Anlage restaurieren zu lassen und für die Anliegen der Alldeutschen Bewegung und des deutschnationalen Tiroler Volksbunds zu nutzen.

### Rassenideologische Schriften
Ab etwa 1905 wandte sich Lehmann dem Thema der Rassenlehre und ihren Vertretern zu. In den nächsten Jahren veröffentlichte sein Verlag dementsprechende Schriften. Als Max von Gruber 1911 in Dresden eine Ausstellung zur Rassenhygiene veranstaltete, gab Lehmann den Katalog Fortpflanzung, Vererbung, Rassenhygiene heraus. Schon 1910 gehörte Lehmann der Deutschen Gesellschaft für Rassenhygiene an.
Im Ersten Weltkrieg gehörte er der rechtsnationalen Opposition gegen die Politik des Reichskanzlers Theobald von Bethmann Hollweg an. In seinem Verlag erschienen Schriften, die sich gegen diese Politik richteten. Im Jahre 1917 wurde er Mitglied der Deutschen Vaterlandspartei. Sprachrohr dieser politischen Richtung wurde die monatliche Zeitschrift Deutschlands Erneuerung, die er ab 1. April 1917 herausgab. Mitherausgeber dieser Zeitschrift waren Houston Stewart Chamberlain und Max von Gruber. Veröffentlicht hatten in dieser Zeitschrift beispielsweise die Historiker Georg Wilhelm Schiele, Dietrich Schäfer und Georg von Below sowie  Heinrich Claß als Vorsitzender des Alldeutschen Verbandes.

## Weimarer Republik

### Rechtsintellektueller Zirkel
Nach dem Krieg setzte er seine Aktivitäten auf dem Gebiet der Rassenlehre fort. Im September 1921 förderte er die Gründung der Münchner Gesellschaft für Rassenkunde. In seinem Verlag erschienen nun Bücher von Houston Stewart Chamberlain, Paul de Lagarde, Ludwig Schemann, Johanna Haarer, Ernst Rüdin, Alfred Ploetz, Fritz Lenz, Ludwig Ferdinand Clauß, Eugen Fischer, Dieter Gerhard, Joseph Arthur de Gobineau, Arthur Julius Gütt, Falk Rüttle, Philalethes Kuhn und Bruno Kurt Schultz. Zu einem der wichtigsten Autoren für den Verlag wurde der Rassenideologe Hans F. K. Günther, von dem allein 15 Bücher bei Lehmann erschienen sind.

### Dolchstoßlegende
Mit Beginn der Weimarer Republik unterstützte Lehmann insbesondere Veröffentlichungen zur Dolchstoßlegende. Die Reihe der Bücherserie Unbesiegt erlangte republikweite Bekanntheit. In dieser Serie schrieben zahlreiche Generäle ihre Erinnerungen auf. So veröffentlichte Gustaf von Dickhuth-Harrach 1921 die Bände Im Felde unbesiegt mit Hugo Kerchnawe (1923).

### Antisemitismus und Republikfeindlichkeit

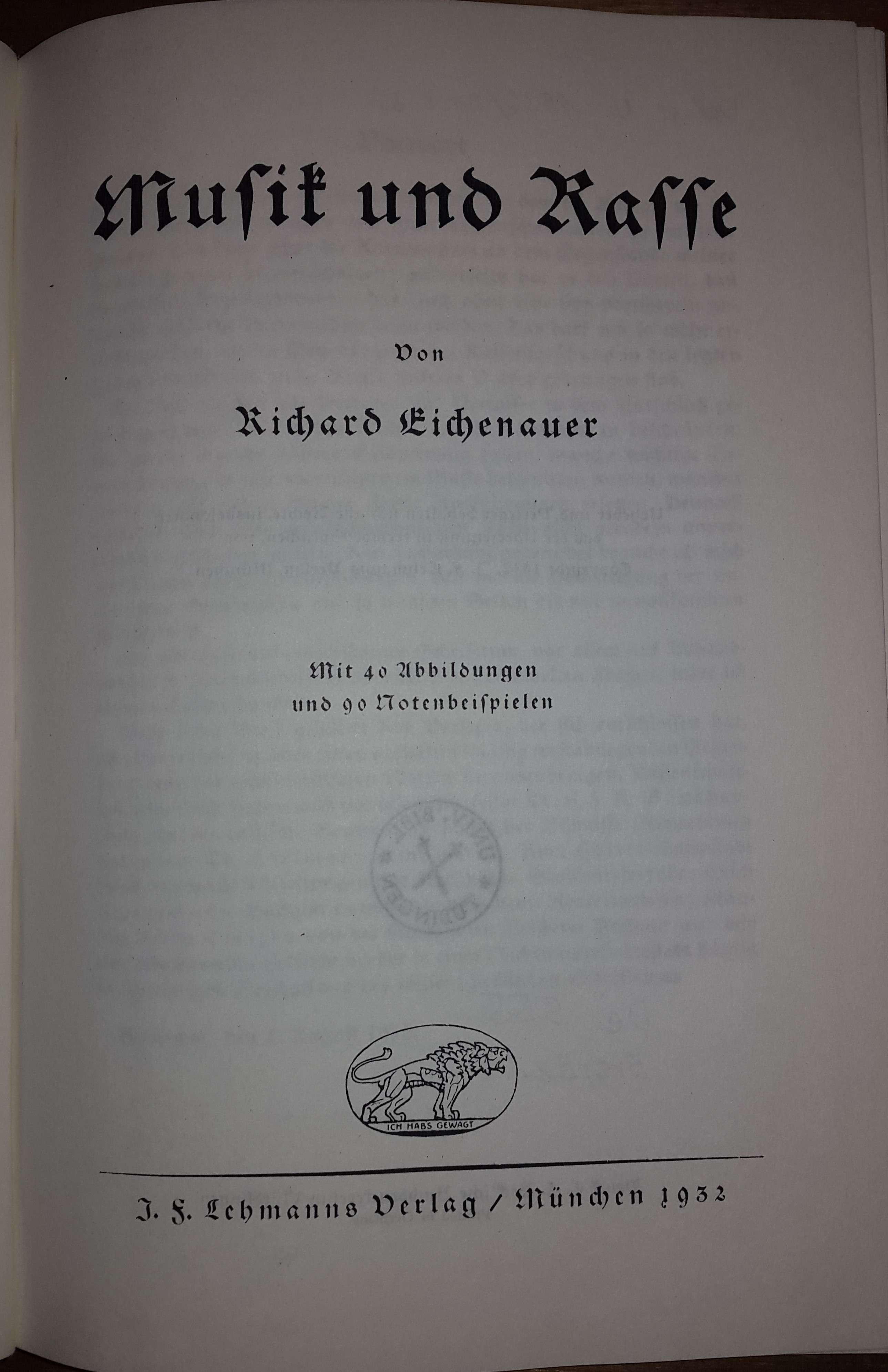
Richard Eichenauer: Musik und Rasse (1932)

Am 1. April 1919 gründete Lehmann den Deutschen Volksverlag mit dem Ziel der Veröffentlichung von betont antisemitischen Schriften – und übergab den Verlag an Ernst Boepple.  Neben Anton Drexler, dem Mitbegründer der Deutschen Arbeiterpartei (DAP), veröffentlichte in diesem Verlag auch der spätere NS-Chefideologe Alfred Rosenberg seine ersten Schriften.
Weiterhin gab er Zeitschriften zu diesem Thema heraus, wie das seit 1922 erschienene Archiv für Rassen- und Gesellschaftsbiologie. Vier Jahre später erschien die „über alle Fragen der Rassenkunde, Rassenhygiene, Erblichkeitslehre, Familienforschung, Bevölkerungswissenschaft und -politik“ berichtenden illustrierten Monatsschrift Volk und Rasse. Herausgeber waren Heinrich Himmler und Richard Walther Darré, Schriftleiter Bruno Kurt Schultz. Der Erfolg dieser Richtung ermutigte Lehmann, im Jahre 1928 eine eigene Zeitschrift mit dem Titel Zeitschrift für Rassenphysiologie herauszugeben. Die großen Auflagen dieser Vertreter der Rassenlehre machten in diesen Jahren Lehmann zum erfolgreichsten Verleger auf diesem Gebiet.
Bei Lehmann erschien auch die Zeitschrift Deutschlands Erneuerung, die vom Alldeutschen Verband herausgegeben wurde. Beiträge dieser Zeitschrift wurde in den radikalen Gruppierungen Organisation Consul und Deutschvölkischer Schutz- und Trutzbund (DVSTB) sehr beachtet. Lehmann selbst gehörte ab 1920 zu den Mitgliedern des Beirates dieser Organisation. Der Lehmann Verlag war eine Schaltstelle zwischen dem Alldeutschen Verband, dem Hugenbergkonzern, der Deutschnationalen Volkspartei und der Organisation Consul, der Nachfolgeorganisation der Brigade Ehrhardt.
Ein großer Teil der in Lehmanns Verlag erschienenen Schriften wurde durch die Münchener Reichswehrführung für den „Truppenaufklärungsdienst“ gekauft.
Seine Villa in München wurde zu einem Zentrum des rechtsnationalen, revolutionären Kampfes gegen die neue Republik. Als er als Gesellschafter der München-Augsburger Abendzeitung (MAA) größeren Einfluss gewinnen wollte, scheiterte er mit diesem Vorhaben.

### Förderung der NSDAP

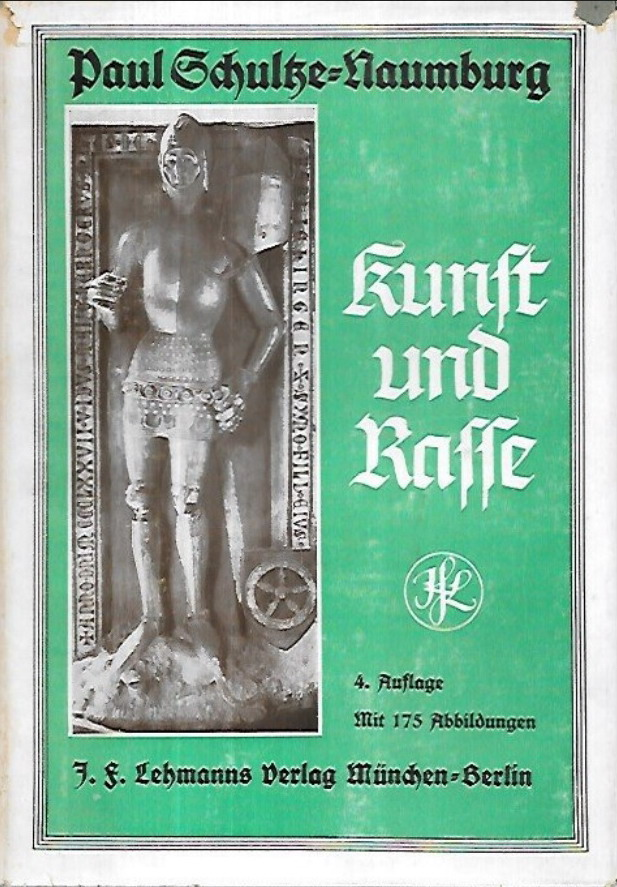
"Kunst und Rasse", Schultze-Naumburg, Buchtitel, 4. Auflage 1942

Lehmann war von 1890 bis 1918 Mitglied der Nationalliberalen Partei sowie von 1919 bis 1920 der Deutschnationalen Volkspartei (DNVP) und trat am 11. März 1920 der NSDAP bei (Mitgliedsnr. 878). Er unterstützte die Nationalsozialisten regelmäßig durch finanzielle Überweisungen, unter anderen auch an Adolf Hitler. So erhielt die NSDAP von Lehmann beispielsweise allein von Januar bis April 1922 10.000 Reichsmark.
1922 übernahm er das Archiv für Rassen- und Gesellschaftsbiologie.
1923 beteiligte er sich am Hitlerputsch. Er selbst hielt sich im Hintergrund, während sich sein Schwiegersohn, der damals bekannte Tierarzt und Bundesführer des "Bund Oberland" Friedrich Weber, aktiv an der Revolte beteiligte. Die von den Putschisten als Geiseln genommenen Mitglieder der Regierung und der Verwaltung wurden durch einen von Rudolf Heß angeführten SA-Trupp in Lehmanns Privathaus in der Villenkolonie Menterschwaige gebracht und dort über Nacht festgehalten.
Im Mai 1928 unterstützte Lehmann den NS-Chefideologen Alfred Rosenberg, als dieser den Kampfbund für deutsche Kultur (KfdK) gründete. Lehmann gehörte zum Vorstand des KfdK.
Die Burg Hoheneck bei Ipsheim wurde von ihm für nationale Schulungswochen zur Verfügung gestellt. Diese hatte er schon 1921 erworben und stellte sie auch für die SA als Stützpunkt zur Verfügung.
1932 trat Lehmann in die NSDAP ein (Mitgliedsnummer 1.011.952).
Zu seinem 70. Geburtstag wurden ihm 1934 hohe Ehren zuteil. Ihm wurde der höchste Wissenschaftspreis der Weimarer Republik (und des NS-Staats) verliehen, der Adlerschild des Deutschen Reiches. Am 28. November 1934 erhielt er das Goldene Parteiabzeichen der NSDAP. Die medizinische Fakultät der Universität München ernannte ihn zum Ehrendoktor.
Er hatte in München sein Verlagshaus in der Paul-Heyse-Straße 26. Lehmann starb im März 1935 an einer Mittelohrentzündung.
Während des Zweiten Weltkriegs wurde der Verlag durch seinen Schwiegersohn Otto Spatz, dessen Bruder Hans Spatz 1932 bis 1946 Schriftleiter der MMW war, weitergeführt und als „kriegswichtig“ eingestuft, was bedeutete, dass trotz des Papiermangels Sonderzuteilungen an den Verlag gingen. Noch im Jahr 1952 konnte in Lehmanns Verlag Hermann Werner Siemens Werk „Grundzüge der Vererbungslehre, Rassenhygiene und Bevölkerungspolitik“ in 13. Auflage erscheinen.

### Nach Kriegsende
Der J. F. Lehmanns Verlag wurde nach Kriegsende unter Treuhandverwaltung gestellt. Das medizinische Programm wurde 1946 vom Verlag Urban & Schwarzenberg aufgekauft. Der Verlagsname lebte weiter in der Firma „Lehmanns Fachbuchhandlung“, heute unter dem Firmennamen Lehmanns Media GmbH.

## Veröffentlichungen
- Festschrift zum 50jährigen Stiftungsfest der Münchener Medizinischen Wochenschrift. München 1903.